# 日本現代詩文庫
日本現代詩文庫（にほんげんだいしぶんこ）は、土曜美術社出版販売から出版されている日本の詩人の詩を対象とした叢書である。「文庫」という名称だが、サイズは新書判をやや大きくしたものである。

## 概要
詩業について高い評価の定着した全国の詩人たちの詩業を集大成した文庫で、第一期100冊、第二期18冊が刊行されている。

## 刊行詩集

### 第一期
- 1 『串田孫一詩集』編・解説 田中清光 ISBN 4-88625-227-3
- 2 『長谷川四郎詩集』編・解説 小沢信夫 ISBN 4-88625-065-3
- 3 『新編 秋谷豊詩集』編・解説 一色真理 ISBN 4-88625-191-9
- 4 『新編 土橋治重詩集』編・解説 ワシオトシヒコ ISBN 4-88625-251-6
- 5 『浜田知章詩集』編・解説 長谷川龍生 ISBN 4-88625-076-9
- 6 『新編 伊藤桂一詩集』解説 安西均 ISBN 4-8120-1213-9
- 7 『松永伍一詩集』解説 片岡文雄 ISBN 4-88625-084-X
- 8 『濱口國雄詩集』編・解説 武井昭夫・中村慎吉 ISBN 4-88625-087-4
- 9 『小海永二詩集』解説 郷原宏 ISBN 4-88625-079-3
- 10 『井上俊夫詩集』編・解説 倉橋健一 ISBN 4-88625-088-2
- 11 『天野忠詩集』編・解説 大野新 ISBN 4-88625-238-9
- 12 『森崎和江詩集』編・解説 松永伍一・藤本和子 ISBN 4-88625-229-X
- 13 『滝口雅子詩集』編・解説 高良留美子 ISBN 4-88625-106-4
- 14 『真壁仁詩集』編 木村迪夫　解説 黒田喜夫・阿部岩夫 ISBN 4-88625-155-2
- 15 『足立巻一詩集』編・解説 桑島玄二 ISBN 4-88625-107-2
- 16 『杉山平一詩集』解説 清水正一 ISBN 4-88625-108-0
- 17 『栗原貞子詩集』編・解説 吉田欣一 ISBN 4-8120-0727-5
- 18 『福中都生子詩集』解説 永瀬清子・沢田敏子 ISBN 4-88625-337-7
- 19 『三井葉子詩集』編・解説 倉橋健一　解説 吉原幸子 ISBN 4-88625-230-3
- 20 『村田正夫詩集』編・解説 麻生直子 ISBN 4-88625-128-5
- 21 『澤村光博詩集』解説 鶴岡善久 ISBN 4-88625-129-3
- 22 『丸山豊詩集』編 黒田達也　解説 川崎洋 ISBN 4-88625-228-1
- 23 『斎藤庸一詩集』解説 川崎洋 ISBN 4-88625-178-1
- 24 『藤原定詩集』解説 岡崎純・大江満雄 ISBN 4-88625-117-X
- 25 『更科源蔵詩集』編・解説 木津川昭夫 ISBN 4-88625-232-X
- 26 『新編 河邨文一郎詩集』編・解説 原子修 ISBN 4-8120-0624-4
- 27 『関根弘詩集』解説 中川敏 ISBN 4-88625-270-2
- 28 『新編 木津川昭夫詩集』解説 西岡光秋・森田進ISBN 4-8120-0767-4
- 29 『新編 齋藤怘詩集＊』解説 佐久間隆史・崔華國・金光林 ISBN 4-8120-0647-3
- 30 『石川逸子詩集』解説 飯岡亨・麻生直子 ISBN 4-88625-336-9
- 31 『有馬敲詩集』編・解説 堀内統義 ISBN 4-88625-180-3
- 32 『三谷晃一詩集』編 三谷正子　解説 真尾倍弘・槇さわ子 ISBN 4-88625-186-2
- 33 『崔華國詩集』編 大西和男　解説 荒川洋治・茨木のり子・会田綱雄 ISBN 4-88625-200-1
- 34 『高良留美子詩集』解説 鈴木ユリイカ・新井豊美 ISBN 4-88625-396-2
- 35 『堀内幸枝詩集』解説 杉山平一・飯島耕一 ISBN 4-88625-198-6
- 36 『西岡光秋詩集』解説 木津川昭夫・石原武 ISBN 4-88625-213-3
- 37 『荒川法勝詩集』解説 北原政吉 ISBN 4-88625-216-8
- 38 『原子修詩集』解説 河邨文一郎・風山瑕生 ISBN 4-88625-217-6
- 39 『黒田達也詩集』解説 柴田基孝 ISBN 4-88625-218-4
- 40 『平光善久詩集』解説 小島信夫・河田忠 ISBN 4-88625-240-0
- 41 『岸本マチ子詩集』解説 黒田達也・花田英三 ISBN 4-88625-259-1
- 42 『菊田守詩集』解説 伊藤桂一・土橋治重 ISBN 4-88625-277-X
- 43 『岩瀬正雄詩集』解説 大江満雄・平光善久・山室静・藤原定 ISBN 4-88625-266-4
- 44 『小松弘愛詩集』解説 片岡文雄・林嗣夫 ISBN 4-88625-279-6
- 45 『岡崎純詩集』解説 斎藤庸一・広部英一 ISBN 4-88625-280-X
- 46 『柴田基孝詩集』解説 藤富保男 ISBN 4-88625-273-7
- 47 『西岡寿美子詩集』解説 麻生直子・大崎二郎 ISBN 4-88625-281-8
- 48 『磯村英樹詩集』解説 青木はるみ・小池昌代 ISBN 4-88625-274-5
- 49 『佐久間隆史詩集』解説 内山登美子・冨長覚梁 ISBN 4-88625-282-6
- 50 『福田万里子詩集』解説 有田忠郎 ISBN 4-88625-283-4
- 51 『岡田武雄詩集』解説 犬塚堯・金丸桝一 ISBN 4-88625-294-X
- 52 『有田忠郎詩集』解説 島村久邦 ISBN 4-88625-295-8
- 53 『狩野敏也詩集』解説 鎗田清太郎 ISBN 4-88625-296-6
- 54 『石原武詩集』解説 秋谷豊 ISBN 4-88625-298-2
- 55 『花田英三詩集』解説 高橋順子・矢口哲夫 ISBN 4-88625-316-4
- 56 『内海康也詩集』解説 大塚堯・小笠原茂介 ISBN 4-88625-317-2
- 57 『日高てる詩集』解説 小野十三郎・青木はるみ・津高和一 ISBN 4-88625-342-3
- 58 『山本耕一路詩集』解説 堀内統義・香川紘子 ISBN 4-88625-343-1
- 59 『井奥行彦詩集』解説 永瀬清子・秋谷豊 ISBN 4-88625-344-X
- 60 『高橋喜久晴詩集』解説 石原吉郎・陳千武・金光林 ISBN 4-88625-340-7
- 61 『小坂太郎詩集』解説 真壁仁・吉岡良一 ISBN 4-88625-352-0
- 62 『新編 島田陽子詩集』解説 杉山平一・石原武 ISBN 4-8120-1210-4
- 63 『秋野さち子詩集』解説 土橋治重・伊藤桂一 ISBN 4-88625-360-1
- 64 『菊地貞三詩集』解説 長島三芳・三谷晃一・別所真紀子 ISBN 4-88625-363-6
- 65 『筧槇二詩集』解説 石原武 ISBN 4-88625-365-2
- 66 『飯岡亨詩集』解説 石原武・今辻和典 ISBN 4-88625-378-4
- 67 『桜井勝美詩集』解説 芳賀章内・麻生直子 ISBN 4-88625-397-0
- 68 『明珍昇詩集』解説 杉山平一・大野新 ISBN 4-88625-388-1
- 69 『堀場清子詩集』解説 矢島翠・麻生直子 ISBN 4-8120-0408-X
- 70 『野田寿子詩集』解説 森崎和江・崎村久邦 ISBN 4-88625-399-7
- 71 『呉美代詩集』解説 青木はるみ・新井豊美 ISBN 4-8120-0404-7
- 72 『田中国男詩集』解説 坂井信夫・経田祐介 ISBN 4-8120-0410-1
- 73 『金子秀夫詩集』解説 西岡光秋・天彦五男 ISBN 4-8120-0411-X
- 74 『大井康暢詩集』解説 高石貴・川島完 ISBN 4-8120-0414-4
- 75 『冨長覚梁詩集』解説 藤富保男・中村不二夫 ISBN 4-8120-0421-7
- 76 『相澤史郎詩集』解説 寺門仁 ISBN 4-8120-0423-3
- 77 『武田隆子詩集』解説 菊田守・山本楡美子 ISBN 4-8120-0424-1
- 78 『吉田欣一詩集』解説 中野重治・小野十三郎・秋山清・石黒英男 ISBN 4-8120-0429-2
- 79 『高橋渡詩集』解説 西岡光秋・西垣脩 ISBN 4-8120-0431-4
- 80 『圓子哲雄詩集』解説 杉山平一 ISBN 4-8120-0432-2
- 81 『丸山勝久詩集』解説 鎗田清太郎・中村不二夫 ISBN 4-8120-0433-0
- 82 『大滝清雄詩集』解説 粒来哲蔵・土橋治重・上林猷夫 ISBN 4-8120-0446-2
- 83 『岡崎澄衛詩集』解説 中村光行・嶋田隆輔 ISBN 4-8120-0455-1
- 84 『畠山義郎詩集』解説 小坂太郎 ISBN 4-8120-0460-8
- 85 『内山登美子詩集』解説 南川周三・中村千尾 ISBN 4-8120-0459-4
- 86 『糸屋鎌吉詩集』解説 比留間一成 ISBN 4-8120-0453-5
- 87 『玉置保巳詩集』解説 梅田卓夫・大野新・以倉紘平 ISBN 4-8120-0465-9
- 88 『鎗田清太郎詩集』解説 犬塚堯・堀切直人・辻井喬 ISBN 4-8120-0468-3
- 89 『寺田弘詩集』解説 林猷夫・大滝清雄 ISBN 4-8120-0472-1
- 90 『瀬谷耕作詩集』解説 立川英明・真尾倍弘・大滝清雄 ISBN 4-8120-0473-X
- 91 『扶川茂詩集』解説 太田秀男・鈴木漠 ISBN 4-8120-0479-9
- 92 『上田幸法詩集』解説 丸山由美子 ISBN 4-8120-0488-8
- 93 『南川周三詩集』解説 杉本春生・福田陸太郎 ISBN 4-8120-0487-X
- 94 『進一男詩集』解説 阿部良雄・島尾敏雄・遠丸立・柴田基孝 ISBN 4-8120-0481-0
- 95 『杉谷昭人詩集』解説 金丸桝一・田中詮三 ISBN 4-8120-0503-5
- 96 『柏木義雄詩集』解説 梅田卓夫・広部英一・島田修三 ISBN 4-8120-0505-1
- 97 『小川琢士詩集』解説 森田進 ISBN 4-8120-0482-9
- 98 『相澤等詩集』解説 上林猷夫・荒川洋治・笠野半爾 ISBN 4-8120-0430-6
- 99 『比留間一成詩集』解説 島朝夫・伊勢山峻 ISBN 4-8120-0457-8
- 100『原民喜詩集』解説 藤島宇内・小海永二 ISBN 4-8120-0517-5

### 第二期
- 1 『麻生直子詩集』解説 相澤史郎・佐川亜紀 ISBN 4-8120-0553-1
- 2 『木村迪夫詩集』解説 松永伍一 ISBN 4-8120-0559-0
- 3 『若松丈太郎詩集』解説 小海永二・三谷晃一 ISBN 4-8120-0587-6
- 4 『なんば・みちこ詩集』解説 新川和江・一色真理 ISBN 4-8120-0579-5
- 5 『暮尾淳詩集』解説 伊藤信吉 ISBN 4-8120-0582-5
- 6 『柴田三吉詩集』解説 草野信子 ISBN 4-8120-0607-4
- 7 『甲田四郎詩集』解説 鎗田清太郎』ISBN 4-8120-0615-5
- 8 『宮沢肇詩集』解説 秋谷豊・鎗田清太郎 ISBN 4-8120-0638-4
- 9 『高垣憲正詩集』解説 藤富保男・鈴木漠 ISBN 4-8120-0641-4
- 10 『松尾茂夫詩集』解説 甲田四郎・和田英子 ISBN 4-8120-0645-7
- 11 『佐々木洋一詩集』解説 原田勇男・高村創 ISBN 4-8120-0650-3
- 12 『くにさだきみ詩集』解説 村田正夫 ISBN 4-8120-0691-0
- 13 『尾花仙朔詩集』解説 塚本邦雄・島内景二・今駒泰成 ISBN 4-8120-1184-1
- 14 『白川淑詩集』解説 大野新・麻生直子 ISBN 4-8120-0728-3
- 15 『日高滋詩集』解説 有馬敲・中村不二夫 ISBN 4-8120-1185-X
- 16 『江島その美詩集』解説 伊藤桂一・鈴木亨・村上博子 ISBN 4-8120-0763-1
- 17 『下村和子詩集』解説 福田万里子 ISBN 4-8120-1192-2
- 18 『直原弘道詩集』解説 松尾茂夫・伊勢田史郎 ISBN 4-8120-1208-2